# Boîtier de vote interactif

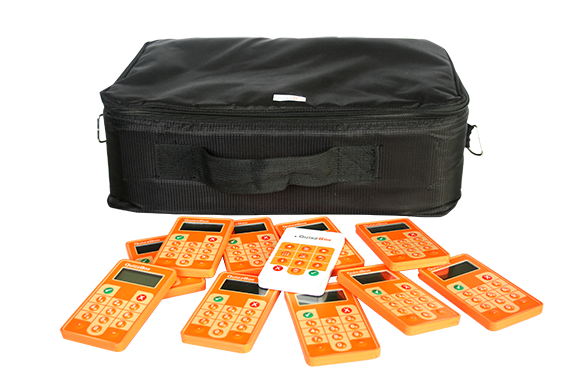
Boîtier de vote interactif avec son sac à dos

Le boîtier de vote interactif est une solution de vote permettant aux participants d'une réunion ou d'un congrès de répondre à des questions en direct, grâce à des boîtiers de vote individuels.
Souvent intégrés dans un logiciel de présentation, les résultats peuvent être affichés instantanément sous forme graphique (histogrammes, camemberts, etc.). Le vote interactif constitue un outil parfaitement adapté à l'éducation, à la formation professionnelle, ainsi qu’aux opérations de marketing et de communication ou aux assemblées générales.
Ces dispositifs peuvent être utilisés pour des réunions de toute taille de 10 à plus de 10 000 participants pour les systèmes les plus performants et permettent d'obtenir les résultats des votes immédiatement.
Une nouvelle génération de matériel permet également l'interaction avec les participants sous la forme de messages textuels ou la prise de parole à l'aide du microphone intégré au boîtier.

## Fonctionnement
La transmission des votes entre les boîtiers et le récepteur s’effectue par radio HF, selon une technologie sécurisée (utilisation d'un accusé-réception).
Les questions et les propositions de réponses sont saisies directement dans le logiciel faisant le lien avec les boîtiers.
Lors de la réunion, chaque participant dispose d'un boîtier de vote individuel qu'il va utiliser pour répondre aux questions affichées dans le diaporama ou pour soumettre des questions ou remarques si le boitier permet la saisie de messages textuels.
Les réponses des participants, envoyées par les boîtiers de vote (émetteurs radio HF), sont collectées par un ou plusieurs récepteurs connectés en USB ou réseau.
Les réponses ainsi obtenues peuvent alors être affichées et commentées (immédiatement ou ultérieurement).
Les données récupérées sont sauvegardées pour être analysés dans un tableur ou tout autre gestionnaire de base de données.